# NBC News
NBC News – amerykańska telewizyjna sieć informacyjna powstała 21 lutego 1940 roku. Należy ona do NBC, Inc., części koncernu NBC Universal. Stacja obejmuje zasięgiem tereny również poza granicami USA, lecz na tym rynku występuje jako osobne kanały MSNBC (i jego kontynentalne oddziały) i CNBC (i jego krajowo-kontynentalne oddziały). Wszystkie informacyjne kanały działające poza USA korporacji NBC Universal należą do światowej sieci medialnej CNBC Global Channels.
Sztandarowym programem grupy NBC News jest NBC Nightly News with Lester Holt, nadawany codziennie od 1970 roku w wieczornych godzinach na stacjach NBC.
NBC News posiada ofertę programów lokalnych na terenie całych Stanów Zjednoczonych. Jest właścicielem 10 kanałów regionalnych np. WNBC, oraz kilkudziesięciu wykorzystujących program i wizerunek NBC na podstawie umowy z nadawcą.
Siedziba grupy NBC News znajduje się w Comcast Building w kompleksie Rockefeller Center w Nowym Jorku.